# Álvaro Arzú Irigoyen
Álvaro Enrique Arzú Yrigoyen (Ciutat de Guatemala 14 de març de 1946 - ibidem 27 d'abril de 2018) va ser un empresari i polític que va ser president del país entre 1996 i 2000. També va ser alcalde de Ciutat de Guatemala, la capital del país.

## Biografia
Álvaro Arzú va fer els seus estudis primari i secundari en el col·legi San José dels Infants i es va graduar en el Col·legi Liceu Guatemala el 1963. Posteriorment va estudiar dret a la Universitat Rafael Landívar (congregació dels jesuïtes) de Guatemala, que no va arribar a concloure. Amb l'edat de 22 anys era gerent propietari d'una agència de viatges.
Es va iniciar en la vida política en les fileres del Moviment d'Alliberament Nacional, d'ultra dreta, anticomunista i de tendència conservadora. Va ser expulso del mateix per diferències amb el líder d'aquest partit.
Si va filiar al Partit Nacional Renovador, amb el qual va guanyar l'ajuntament de la Ciutat de Guatemala en les eleccions de 1982. Aquestes eleccions van ser anul·lades pel cop d'estat executat per una junta militar encapçalada pel general Efraín Ríos Montt, que li van oferir mantindre's al càrrec, cosa que va refussar. En 1985, Arzú va postular novament i va ocupar l'ajuntament de la capital en el període 1986-1990.
En 1990 juntament amb el també empresari Óscar Berger Perdomo, va fundar el Partido de Avanzada Nacional, PAN, amb el que es va presentar com a candidat presidencial el 1990, ocupant el quart lloc.
En el primer gabinet del vencedor de les eleccions de 1990, Serrano Elías, va ser designat Ministre de Relacions Exteriors, en el període 1991-1992. En ser reconeguda la independència de Belize per aquest govern, Arzú va renunciar a la cancelleria per considerar que s'estava violant la Constitució del país.
Durant les eleccions de 1995 va tornar a postular per a la presidència de la República, en les quals no va arribar a tenir majoria absoluta de vots, pèl que es va desenvolupar una segona volta electoral on va derrotar amb el 51,2% dels vots al candidat del Front Republicà Guatemalenc, Alfonso Portillo.

## Presidència
El seu govern es va caracteritzar pel desenvolupament d'obres públiques i per la privatització d'algunes empreses estatals, com l'Empresa Elèctrica de Guatemala, el correu i la telefònica GUATEL. Malgrat la venda d'actius estatals haver deixat més eficients i funcioneu els serveis abans públics, aquestes privatitzacions van ser considerades poc transparents, amb acusacions de corrupció, vendes a baix del valor real de mercat i de canvi de favors en negocis entre la presidència de la República i alguns particulars.